# Eptesicus platyops
Eptesicus platyops (Thomas, 1901) è un Pipistrello della famiglia dei Vespertilionidi diffuso nell'Africa occidentale.

## Descrizione

### Dimensioni
Pipistrello di medie dimensioni, con la lunghezza della testa e del corpo tra 60 e 75 mm, la lunghezza dell'avambraccio tra 45 e 50 mm, la lunghezza della coda tra 40 e 49 mm, la lunghezza della tibia tra 18 e 20 mm, la lunghezza delle orecchie di 16 mm.

### Aspetto
La pelliccia è setosa. Le parti dorsali sono fulve con la base dei peli marrone, mentre le parti ventrali sono crema o biancastre. Le orecchie sono marroni, relativamente corte, arrotondate, con il bordo interno convesso e con quello esterno convesso con due concavità e un lobo rotondo alla base. Il trago è largo e smussato, più largo nella porzione centrale, con il margine anteriore diritto, quello posteriore convesso e con un piccolo lobo triangolare alla sua base. Le membrane alari sono marroni con il bordo posteriore marcato leggermente di bianco. La coda si estende leggermente oltre l'ampio uropatagio, il quale è brunastro. Il calcar ha una piccola carenatura.

## Biologia

### Alimentazione
Si nutre di insetti.

## Distribuzione e habitat
Questa specie è conosciuta soltanto da individui provenienti da Lagos, Nigeria, dall'isola di Bioko e da uno probabilmente proveniente dal Senegal.
Vive nelle piantagioni di cacao e nelle savane alberate.

## Conservazione
La IUCN Red List, considerata la mancanza di informazioni recenti sull'areale, i requisiti ecologici, le minacce e lo stato di conservazione, classifica E.platyops come specie con dati insufficienti (DD).